# Confederación Wabanaki

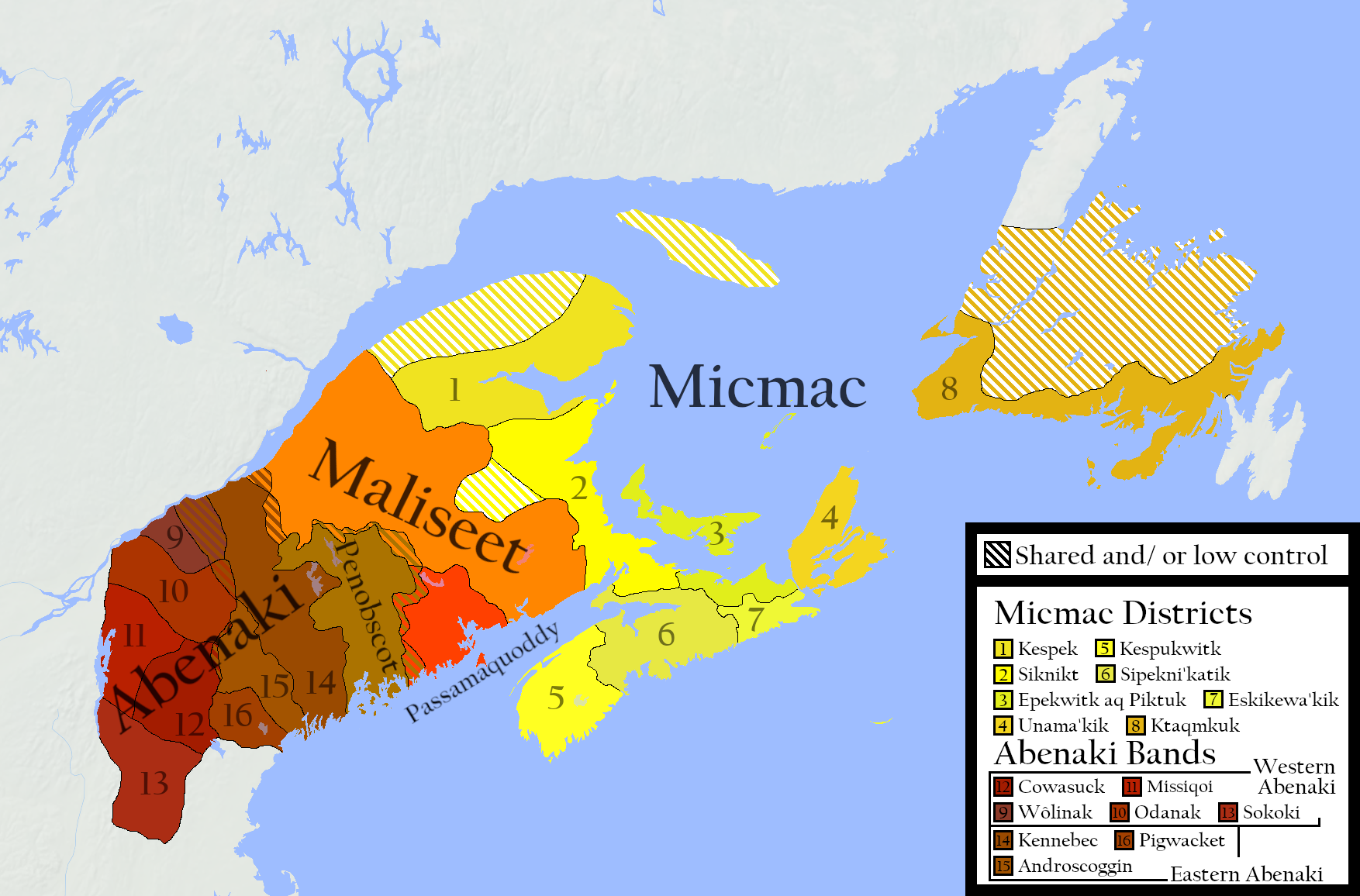
Mapa de la Confederación Wabanaki.

La Confederación Wabanaki (también conocida como Wabenaki o Wobanaki, traducido aproximadamente como «Pueblo de la Primera Luz» o «Pueblo de la Luz del Amanecer») es una organización de pueblos nativos estadounidenses y canadienses conformada por los maliseet, los passamakoddy, los micmac, los abenaki y los penobscot.
Los miembros de la Confederación Wabanaki, los pueblos wabanaki, reciben su nombre gracias a la región que ellos llaman Wabanahkik ('Tierra del Amanecer'), la cual era conocida por los colonos europeos como Acadia. Hoy en día forma parte del actual estado de Maine en los Estados Unidos; y Nueva Escocia, Nueva Brunswick y parte del Quebec al sur del río San Lorenzo en Canadá. Los abenaki del oeste viven en tierras en Nueva Hampshire, Vermont y Massachusetts en los Estados Unidos.
En una de sus comunicaciones oficiales más recientes, la Confederación ha enfatizado su causa común y la aceptación de alianzas con activistas del medioambiente con el objetivo de proteger sus tierras y aguas. Obtuvieron poderes bajo la Declaración de los Derechos de Pueblos Indígenas de las Naciones Unidas en 2010 y otros tratados relacionados que han sido firmados por importantes potencias.

## Historia
Históricamente, la confederación ha sido la fusión de cinco naciones nativas norteamericanas hablantes de lenguas algonquinas. Jugó un rol importante en la Revolución estadounidense a través del Tratado de Waterloo firmado en 1776 por dos de sus naciones constituyentes, los micmac y los passamaquoddy. Bajo este tratado, a los soldados wabanaki de Canadá aún se les permite unirse al ejército estadounidense. Lo han continuado haciendo incluso en el siglo 21 y han participado en conflictos contemporáneos como la Guerra de Afganistán y la Guerra en Irak.
Los miembros de la Confederación Wabanaki son:
- Abenaki (orientales), o Penawapskewi (Penobscot)
- Abenaki (occidentales)
- Micmac (Mi'kmaq, L'nu o Micmac)
- Pestomuhkati (Passamaquoddy)
- Wolastoqiyik (Maliseet o Malicite)

Las naciones de la Confederación también tienen una estrecha alianza con los Innu y los Algonquin, y con los Wyadot de habla irquoisa. Históricamente los Wabanki también fueron aliados de los Hurón. Juntos invitaron a la colonización de Quebec City y LaHave y la formación de Nueva Francia y en 1603 para poder poner a cañones, barcos y fortalezas francesas entre ellos y el poderoso pueblo Mohawk en el oeste. Hoy en día los pocos sobrevivientes del pueblo Hurón viven en los suburbios de Quebec, un legado de esta alianza protectiva.
La patria ancestral Wabanaki se extiende desde Terranova, Canadá, al valle del río Merrimack en New Hampshire y Massachusetts, Estados Unidos. Tras el asentamiento europeo a principios del siglo XVII esta área se convirtió en una frontera intensamente disputada entre los ingleses de Nueva Inglaterra y la francesa Acadia. Desde la Guerra del Rey Guillermo en 1688 los miembros de la Confederación Wabanaki  de Acadia participaron en seis guerras importantes antes de que los británicos derrotaran a los franceses en Norteamérica:
- Guerra del Rey Guillermo (1688–1697)
- Guerra de la Reina Ana (1702–1713)
- Guerra del Padre Rale (1722–1725)
- Guerra del Rey Jorge (1744–1748)
- Guerra del Padre Le Loutre (1749–1755)
- Guerra franco-india (1754–1763)

En este periodo, su población se vio decimada de manera dramática debido a varias décadas de guerra, pero también debido a las hambrunas y las devastadoras epidemias de enfermedades infecciosas.
Los wabanaki se casaron libremente con católicos franceses en Acadia a partir del año 1610 luego de que el Cacique Henri Membertou se convirtiera a dicha religión. Después de 1783 y al final de la Guerra de Independencia Estadounidense, negros partidarios del régimen que habían sido liberados de las colonias británicas, fueron trasladados por los británicos a este territorio histórico. Se les había prometido liberarlos si dejaban a sus maestros y se unían a la causa británica. Barcos británicos evacuaron a tres mil hombres recientemente liberados de las colonias a Nueva Escocia.